# Robert Sharer
Robert J. Sharer (1940 - 20 de septiembre de 2012) fue un arqueólogo, académico y mayista estadounidense conocido por sus investigaciones arqueológicas a lo largo de décadas en diversos yacimientos mayas precolombinos en Mesoamérica.
Ha publicado varios libros conteniendo los reportes de sus exploraciones y también teoría arqueológica, producto de sus investigaciones sobre la civilización maya. Sharer ha sido conferenciante y profesor durante más de treinta años. Ha tenido su base en el Departamento de Antropología de la Universidad de Pensilvania. Ocupa, desde 1995, la cátedra dotada por Sally y Alvin V. Shoemaker, de antropología en la misma universidad.
También ha tenido una extensa relación laboral con el Museo de Arqueología y Antropología de la misma Universidad de Pensilvania, en el que se ha desempeñado como conservador a cargo de la Colección Americana y encabezando el Departamento de Investigación.

## Obra
Destacan de entre sus publicaciones (ver enlace externo):
- (en inglés) Daily life in Maya civilization (1996)
- (en inglés) The Ancient Maya, en coautoría con Loa P. Traxler (1994)
- (en inglés) Regional perspectives on the Olmec (1989)
- (en inglés) y  The Prehistory of Chalchuapa, El Salvador (1978)